# 萨姆·奥尔特曼
萨姆·哈里斯·阿特曼（英語：Samuel Harris Altman，/ˈɔːltmən/ AWLT-mən；1985年4月22日—）是一名美国企业家、投资者、程式設計師和作家。他曾是Y Combinator的总裁，短暂担任过Reddit的首席执行官，曾同时担任OpenAI的首席执行官；他也是Loopt的首席执行官。他於2020年與其他人共同創立了世界幣（Worldcoin）。此外，他還投資了核能等眾多科技公司，是清洁能源公司Oklo Inc.和Helion Energy的董事长。 
2020年起阿尔特曼担任OpenAI的首席执行官，2023年11月17日被公司董事会开除，并于2023年11月21日重新以CEO身份回归OpenAI。2024年1月與男友奧利佛·穆赫林結婚。

## 早年生活和教育
1985年4月22日，阿特曼在美国伊利诺伊州芝加哥一个犹太家庭出生，小時候在密苏里州圣路易斯長大。他父母分别是房地产经纪人和皮肤科医生，阿特曼是家中四个孩子中的长子。八岁时，他收到了自己的第一台电脑——苹果麦金塔（Apple Macintosh），并开始学习程式語言和拆解电脑硬件。他就读于密苏里州拉杜的一所私立学校——约翰·伯勒斯学校（John Burroughs School）。2005年，阿特曼在斯坦福大学攻读计算机科学两年后选择辍学，因而未获得其学士学位。 

## 早期事业生涯（2005年-2019年）
2005 年，19 岁的阿特曼与合伙人共同创立Loopt ，一款基于位置的社交网络移动应用程序。在担任首席执行官期间，阿特曼成功为公司筹集 3000 多万美元的风险投资，包括Xfund的 Patrick Chung 及其New Enterprise Associates团队提供的 500 万美元启动资金，随后又获得红杉资本和Y Combinator的投资。  然而，由于未能吸引大量用户，Loopt于2012年3月被Green Dot Corporation以4,340万美元收购。 
2012年4月，阿特曼与其兄弟共同创立Hydrazine Capital，  这是一家专注于早期科技投资的风险投资公司，至今仍在运营。 
2011 年，阿特曼成为Y Combinator (YC) 的合伙人，YC是一家投资各类初创企业的加速器，最初阿特曼只是兼职工作。  2014 年 2 月，他被联合创始人保罗·格雷厄姆任命为 YC 总裁。 阿特曼在2014年的一篇博客文章中透露，YC公司的总估值已超过650亿美元，其中包括Airbnb、Dropbox、Zenefits和Stripe等知名企业。 他的目标是将YC的规模扩大到每年资助1000家新公司，并特别关注“硬技术”初创公司。 
2015年10月，阿特曼宣布成立YC Continuity，这是一支规模达7亿美元的股权基金，旨在投资成熟的YC公司。  在作出此决定一周前，他还推出了一个非营利研究实验室——Y Combinator Research，并捐赠了1000万美元用于其建设。 
2015 年 12 月，阿尔特曼与埃隆·马斯克、杰西卡·利文斯顿、彼得·泰尔等知名人物共同创立了人工智能研究组织OpenAI 。 OpenAI 成立的目标是促进和发展友好的人工智能，造福人类。  该组织最初由其创始人和其他投资者（包括微软和亚马逊网络服务）承诺资助 10 亿美元。
2016年9月，阿特曼宣布扩大其职责范围，担任YC集团总裁，该集团包括Y Combinator及其他部门。 
2019年3月，YC宣布阿特曼从总裁职位转任董事会主席，以便他能够更专注于OpenAI的工作。 这一决定是在 YC 宣布将总部迁至旧金山后不久做出的。 自 2020 年初起，阿特曼已不再与YC有任何关联。 
2019 年，阿特曼与他人共同创立了营利性公司Tools For Humanity ， 该公司建立和分发旨在扫描人们的眼睛以提供身份验证和验证身份证明的系统，以打击欺诈。同意接受眼部扫描的参与者将获得一种名为 Worldcoin 的加密货币作为补偿。     Tools For Humanity 将其加密货币描述为类似于全民基本收入。  由于被指涉及隐私和欺诈问题，Tools For Humanity不在美国提供服务。 肯尼亚是该公司首批开展业务的国家之一。 出于对收集用户生物特征数据所带来的隐私和潜在欺诈问题，法国、英国、德国巴伐利亚州、韩国、肯尼亚、西班牙、葡萄牙和中国香港的监管机构已对WorldCoin展开调查或暂停其业务。
此外，阿特曼还投资了其他几家公司，包括正在开发可穿戴人工智能设备的Humane公司、致力在延长人类寿命 10 年的研究公司Retro Biosciences  ；以及美国核聚变研究公司Helion Energy 。

## 成立OpenAI
OpenAI最初由阿特曼、布罗克曼、马斯克、利文斯顿、蒂尔、微软、亚马逊网络服务、Infosys和YC Research共同资助。。2015年成立时，OpenAI已筹集了10亿美元资金。  2019年3月，阿特曼离开Y Combinator，全身心投入OpenAI首席执行官的工作。 截至2019年夏天，他已帮助OpenAI从微软筹集了10亿美元资金。 
2023年5月16日，阿特曼在美国参议院司法委员会隐私、技术和法律小组委员会上就人工智能监督问题作证。 在公司的聊天机器人应用程序ChatGPT取得成功后，阿特曼于2023年5月展开了一次全球巡演，访问了22个国家，会见了多国领导人及外交官，包括英国首相里希·苏纳克、法国总统埃马纽埃尔·马克龙、西班牙首相佩德罗·桑切斯、德国总理奥拉夫·朔尔茨、印度总理纳伦德拉·莫迪、韩国总统尹锡悦和以色列总统伊萨克·赫尔佐格。他还与欧盟委员会主席席乌尔苏拉·冯德莱恩合影。 

## 罢免首席执行官风波
2023年11月17日，OpenAI 董事会宣布解除阿特曼的首席执行官职务，并将OpenAI另一位创始人布罗克曼（Greg Brockman）从董事会除名。董事会在声明中引用阿特曼在OpenAI博客上的公开声明中所说的话：“沟通中并不总是坦诚”。  作为回应，布罗克曼辞去了 OpenAI 总裁一职。 次日， 据The Verge报道，阿特曼与董事会正在商讨其重返OpenAI的可能性。 
11月20日，微软首席执行官萨蒂亚·纳德拉宣布，阿特曼将加入微软，领导一个新的高级人工智能研究团队。 两天后，OpenAI员工向董事会发出一封公开信，威胁如果所有董事会成员不下台并恢复阿特曼的职位，员工将集体辞职并加入微软（微软曾承诺为所有员工提供工作）。最初有505名员工签署了公开信，随后签名人数增至700多人，而OpenAI员工总数仅为770人。 其中甚至包括此前支持解雇阿尔特曼的伊利亚·苏茨克弗，他在推特上道歉，称“后悔参与董事会的行动”。11月20日晚，OpenAI宣布双方达成“原则协议”，阿尔特曼将重新担任首席执行官，布罗克曼也将恢复总裁职位。  现任董事会成员全部辞职，仅保留D'Angelo作为上一届董事会的代表。
2024年3月8日，OpenAI 宣布，经过WilmerHale律师事务所的审查后，阿特曼将重新加入董事会。 
2024年5月，在OpenAI 的非贬低协议被曝光后，阿特曼被指控撒谎，他此前声称不知道针对未签署协议的离职员工的股权取消条款。 同月，前董事会成员海伦·托纳 (Helen Toner)向公众解释2023年11月解雇阿尔特曼的原因。她表示，阿尔特曼隐瞒了关于ChatGPT发布以及他对OpenAI启动基金所有权的信息。托纳指出，许多员工担心如果不支持阿尔特曼会遭到报复。此外，在阿尔特曼担任Loopt首席执行官期间，管理团队曾两次要求解雇他，理由是其“欺骗和混乱的行为”。  

## 其他工作
2014年，社交媒体公司Reddit首席执行官黄义山辞职后，阿特曼曾短暂担任该公司首席执行官八天。   2015年7月10日，他宣布史蒂夫·霍夫曼重返公司担任首席执行官，而自己将继续留任Reddit董事会至2022年。   他在2014年、2015年和2021年参与了Reddit的多轮融资。  在 Reddit 于 2024 年首次公开募股之前，阿特曼是其第三大股东，持有约9%的股份。 
在新冠肺炎疫情期间，阿特曼与临床试验初创公司TrialSpark合作，资助并创建了Project Covalence项目，旨在帮助研究人员快速启动临床试验。 2023年3月中旬，硅谷银行发生存款挤兑事件，阿特曼就此向多家初创公司提供了资金支持。 阿特曼的投资领域涵盖科技初创公司和核能公司，其投资组合包括Airbnb 、 Stripe和Retro Biosciences 。 此外，他还是专注于开发核聚变的公司Helion Energy和核裂变公司Oklo Inc.的董事会主席。  
2021年3月，阿特曼与投资银行家迈克尔·克莱因共同创立了特殊目的收购公司(SPAC) AltC Acquisition Corp，他也是该公司的首席执行官。   2024年5月，Oklo Inc.完成与SPAC的合并，成为一家上市公司，阿特曼继续担任合并后公司的董事长。。 
阿特曼于 2024 年 3 月首次登上彭博亿万富翁指数，其净资产估计为20亿美元，主要来自与Hydrazine Capital相关的风险投资基金。
阿特曼的投资组合包括400多家公司的股份，总价值约28亿美元。其中一些投资与OpenAI有业务往来的公司存在交叉，这引发了对潜在利益冲突的质疑。阿特曼和OpenAI均表示，这些投资均以透明的方式进行管理。

## 慈善事業
在2019冠状病毒病疫情（COVID-19）期間，阿爾特曼幫助資助和創建了 Project Covalence，該項目旨在幫助研究人員與臨床試驗初創公司 TrialSpark 合作快速啟動臨床試驗。2023年3月矽谷銀行（SVB）倒閉後，阿爾特曼向多家初创企业捐款。

## 个人生活
阿爾特曼从小就是素食主义者，他十七岁时出柜为男同性恋。在公司被收购不久后，他与loopt联合创始人Nick Sivo交往了九年，並於 2012 年公司被收購時分手。
阿特曼和軟體工程師奧利弗·马尔赫林（Oliver Mulherin）在2024年1月，以猶太禮儀方式結婚。他們住在舊金山的俄羅斯山街區，週末常在加州納帕度過 。他個人對AI與核能與核技術管理情有獨鍾，並曾以自負資金3.75億美元私人投資核子技術初創公司。